# Tournoi des Six Nations des moins de 21 ans 2007
Le Tournoi des Six Nations des moins de 21 ans 2007 est une compétition de rugby à XV qui s'est déroulée en février et en mars 2007. L'équipe d'Irlande l'emporte et gagne le Grand Chelem.

## Classement
| Équipe         | MJ | V | N | D | PP  | PC  | Pts |
| -------------- | -- | - | - | - | --- | --- | --- |
| Irlande        | 5  | 5 | 0 | 0 | 119 | 70  | 10  |
| France         | 5  | 4 | 0 | 1 | 185 | 58  | 8   |
| Angleterre     | 5  | 2 | 1 | 2 | 101 | 84  | 5   |
| Italie         | 5  | 2 | 0 | 3 | 87  | 139 | 4   |
| Pays de Galles | 5  | 1 | 1 | 3 | 126 | 107 | 3   |
| Écosse         | 5  | 0 | 0 | 5 | 41  | 201 | 0   |

## Résultats
- Première journée :

| le 2 février 2007              | Pays de Galles | 15 - 17         | Irlande |
| le 2 février 2007              | Angleterre     | 31 - 5          | Écosse  |
| le 4 février 2007 à Parabiagio | Italie         | 3 - 42 (3 - 28) | France  |

- Deuxième journée :

| le 9 février 2007                          | Angleterre | 30 - 10          | Italie         |
| le 9 février 2007                          | Écosse     | 8 - 56           | Pays de Galles |
| le 9 février 2007 à Dubarry Park (Athlone) | Irlande    | 19 - 16 (10 - 6) | France         |

- Troisième journée :

| le 23 février 2007                                 | Écosse  | 10 - 27          | Italie         |
| Le 23 février 2007 à Stade Amédée Domenech (Brive) | France  | 39 - 13 (17 - 6) | Pays de Galles |
| le 23 février 2007                                 | Irlande | 16 - 6           | Angleterre     |

- Quatrième journée :

| le 9 mars 2007                                    | Écosse     | 8 - 31  | Irlande        |
| le 9 mars 2007                                    | Italie     | 22 - 21 | Pays de Galles |
| le 9 mars 2007 à Franklin's Gardens (Northampton) | Angleterre | 13 - 32 | France         |

- Cinquième journée :

| le 16 mars 2007 | Italie         | 25 - 36 | Irlande    |
| le 16 mars 2007 | Pays de Galles | 21 - 21 | Angleterre |
| le 16 mars 2007 | France         | 56 - 10 | Écosse     |